# Método Arban
El método completo de trompeta (en francés Grande méthode complète pour cornet à pistons et de saxhorn par Arban), conocido comúnmente como método Arban, es un método pedagógico para los estudiantes de trompeta, corneta y otros instrumentos de viento-metal con pistones. La edición original fue publicada por Jean-Baptiste Arban en 1864 y nunca se ha dejado de editar porque es usado por los intérpretes actuales. Contiene cientos de ejercicios que incrementan gradualmente su dificultad. El método comienza con bastantes ejercicios básicos y avanza a composiciones muy avanzadas, incluyendo un arreglo de Arban, famoso por su dificultad, del "Carnaval de Venecia" en forma de Tema y Variaciones. Posteriormente fue editado por Edwin Franko Goldman y Walter M. Smith y anotado por Claude Gordon.
El método Arban incluye 150 canciones dentro de la sección "El arte de la frase", 68 Etudes, 14 estudios característicos, estudios avanzados, solos de trompeta, numerosos ejercicios para practicar la ligadura, escalas, ornamentos y posiciones de la lengua.